# Anagrama
Anagrama è una casa editrice spagnola fondata a Barcellona nel 1969 da Jorge Herralde.
Dal 1969 Anagrama ha pubblicato oltre 3.500 libri e la più importante delle collane pubblicate è Narrativas hispánicas, composta da opere di alcuni dei più importanti scrittori di lingua spagnola dell'era moderna, tra cui Sergio Pitol, Enrique Vila-Matas, Roberto Bolaño, Álvaro Enrigue, Ricardo Piglia, Javier Tomeo e Álvaro Pombo. Pubblica anche Panorama de narrativas, che raccoglie importanti opere tradotte da altre lingue, e Argumentos, che include saggi di tutti i tipi di pensatori, filosofi e scrittori contemporanei.
L'editore assegna annualmente due premi ad opere inedite: il Premio Anagrama per i saggi e il Premio Herralde per le opere di narrativa.
L'editore e i suoi traduttori sono stati criticati dai lettori latinoamericani per l'uso eccessivo di espressioni tipiche dello spagnolo castigliano, critiche motivate dal fatto che il 75% delle vendite della casa editrice avviene in Spagna.
Dal 2014 Anagrama pubblica anche una collana in lingua catalana Llibres anagrama e dal 2016 assegna l'omonimo premio per la narrativa originale in lingua catalana.
Nel 2010 è stata acquisita dall'editore italiano Feltrinelli.